# Балтцар, Вейо
Вейо Балтцар (фин. Veijo Baltzar; род. 9 июня 1942, город Куопио, Финляндия) — финский писатель и драматург цыганского происхождения; пишет на финском языке. Писатель, сценарист, художник, театральный режиссёр, поэт и общественный деятель, известный в том числе и за пределами Финляндии. В 2011 году президент страны Тарья Халонен присвоила Вейо Балтцару за его заслуги в развитии культуры звание заслуженного деятеля культуры («советника по вопросам культуры», Cultural Counsellor).
Его творческий путь, который начался в 1960-е годы, и включает в себя множество написанных им литературных произведений, а также его культурно-политическая общественная деятельность служат культурным мостом между цыганским и другими народами. По своим корням Балтцар — кочевой цыган. Его крепкая идентичность и базовая культура, а также глубокое знание культуры коренного народа дали возможность сформироваться его широким и критическим взглядам на обе культуры. Большую часть своего литературного творчества Балтцар посвятил цыганской культуре и межкультурному диалогу.

## Литературная карьера
Балтцар начал свой творческий путь романом Polttava tie («Обжигающая дорога»), который при выходе в свет вызвал большой резонанс. Роман был опубликован в 1968 году, и с тех пор Вейо Балтцар оставался ведущим цыганским писателем в Финляндии. Роман «Обжигающая дорога» был первым литературным произведением, в котором представитель цыганского сообщества показал изнутри скрытую от других жизнь и культуру финских цыган.
В дальнейшем Вейо Балтцар обсуждал цыганскую культуру и взаимоотношения с коренным населением в многочисленных художественных произведениях, стихах, драматических произведениях и написанных им либретто, киносценариев и теле- и радиоспектаклей.
Последний роман Вейо Балтцара «В войне и в любви» (фин. Sodassa ja rakkaudessa) вышел в свет в 2008 году. В этом произведении он описывает события геноцида цыганского народа, его трагическую судьбу во время Второй мировой войны в Европе, о чём раньше не было публикаций.
В связи с публикацией книги и 40-летием творческого пути, автор был награждён медалью Микаэля Агрикола. По мнению издательства «Тамми», Вейо Балтцар является глашатаем цыганского сообщества и служит важным посредническим звеном между финской и цыганской культурой.

## Театральная карьера
Вейо Балтцар является основателем и руководителем первого и единственного в скандинавских странах профессионального цыганского театра. В 1976 году Балтцар основал при Театральном институте цыганский театр «Дром», который активно выступал по всей Финляндии и за границей. Этот театр, родившийся на основе театрального цыганского курса, быстро получил статус профессионального. Театральный Центр Финляндии наградил «Дром» в 1981 году за творческие достижения (Theatre Act of the Year prize). Вейо Балтцар сам писал тексты, был и преподавателем, и руководителем, и режиссёром. Другими режиссёрами в театре были Илкка Ванне и Лиза Исотало, за музыкальную часть отвечал Тони Эделманн.
Театр «Дром» показал цыганскую культуру и познакомил финнов с нею художественными средствами, в то же время расширяя и развивая самосознание цыган знаниями о своих корнях и духовных ценностях нации. В настоящее время название «Дром» носит активное объединенияе творчества и культуры, основателем и председателем которого Балцар является (www.drom.fi). «Дром» — название также музыкального ансамбля, исполняющего современную цыганскую музыку. Автором слов исполняемых ими песен является Вейо Балтцар.
Балтцар много раз преподавал в Театральном институте и ставил спектакли по всей Финляндии. Спектакль «Рай для богов», 1992, написанный и поставленный им в студенческом театре г. Куопио, получил художественную премию коммуны Куопио. В Иматре Балтцар поставил ставшую популярной народную мифическую оперу «Орли», 1997, которую затем показали на сцене дворца «Финляндия» (Finlandia Hall). В настоящее время Вейо Балтцар руководит в Александровском театре г. Хельсинки своим коллективом, который называется «Интеграционный театр Балтцара» (премьера последнего спектакля «Грех» 20.4.2016).
С 1976 года Вейо Балтцар развивает свой педагогический метод на основах эмоционального интеллекта «Межкультурное воспитание на практической основе» и применяет его в своей театральной деятельности и работе с молодежью. Министерство культуры и образования Финляндии недавно внесло эту методику в число потенциального объекта импорта финского образования.

## Художественное творчество
Начиная с 1968 года Балтцар занимается также художественным творчеством. Его последнюю художественную выставку под названием «Северное танго» открыл замминистра иностранных дел Чехии в Праге в декабре 2014 года.
Созданная под руководством Балтцара в 2011 году выставка «Миранда — Холокост цыган» прошла по многим городам Финляндии, а с мая 2017 выставка путешествует по Европе. Проект европейского турне выставки «Глазами Миранды 2017—2018» (Through Miranda’s Eyes) — это открытие мирового турне. Проект поддержан программой ЕС «Европа для граждан». Выставка Миранда рассказывает о замалчиваемом геноциде цыган во время Второй мировой войны. «Миранда» успешно гастролировала в Финляндии с 2012 года, где с ней ознакомилось уже более 1 миллиона посетителей. Выставка была представлена в Национальном музее Финляндии в 2013—2014 годах.

## Общественная деятельность
В 2002 году Балтцар стал инициатором создания Международной ассоциации цыганских писателей (IRWA), чтобы улучшить положение цыганских писателей на международном уровне.
Балтцар новатор также в вопросах мультикультуризма. В его последних публикациях, таких как «Практическая философия», вышедшей на финском и английском языках (ntamo, 2012, 2014), Балтцар дает смелые критические, но притом конструктивные оценки, касающиеся многокультурности в Европе и этнических взаимоотношений. Балтцар серьёзно касается вопросов многокультурности также и в своих спектаклях.
В 2014 году Вейо Балтцар организовал в здании Малого Парламента, Хельсинки двухдневную международную конференцию «Совесть Европы», целью которой являлось обновление политики Европейского союза в отношении национальных меньшинств, многокультурности и миграционной политики. Вейо Балтцар опубликовал на конференции 24 инициативы в форме законопроекта по обновлению политики ЕС в отношении многокультурности Европы, которые были далее переданы Европейской комиссии.

## Уголовное преследование
21 ноября 2019 года Вейо Балтцар был арестован по подозрению в торговле людьми. Согласно сведениям, опубликованным газетой Helsingin Sanomat, он в течение нескольких десятков лет манипулировал молодыми женщинами, пытался их использовать, заставлял отказаться от своих семей.